# Pierre Chapalain

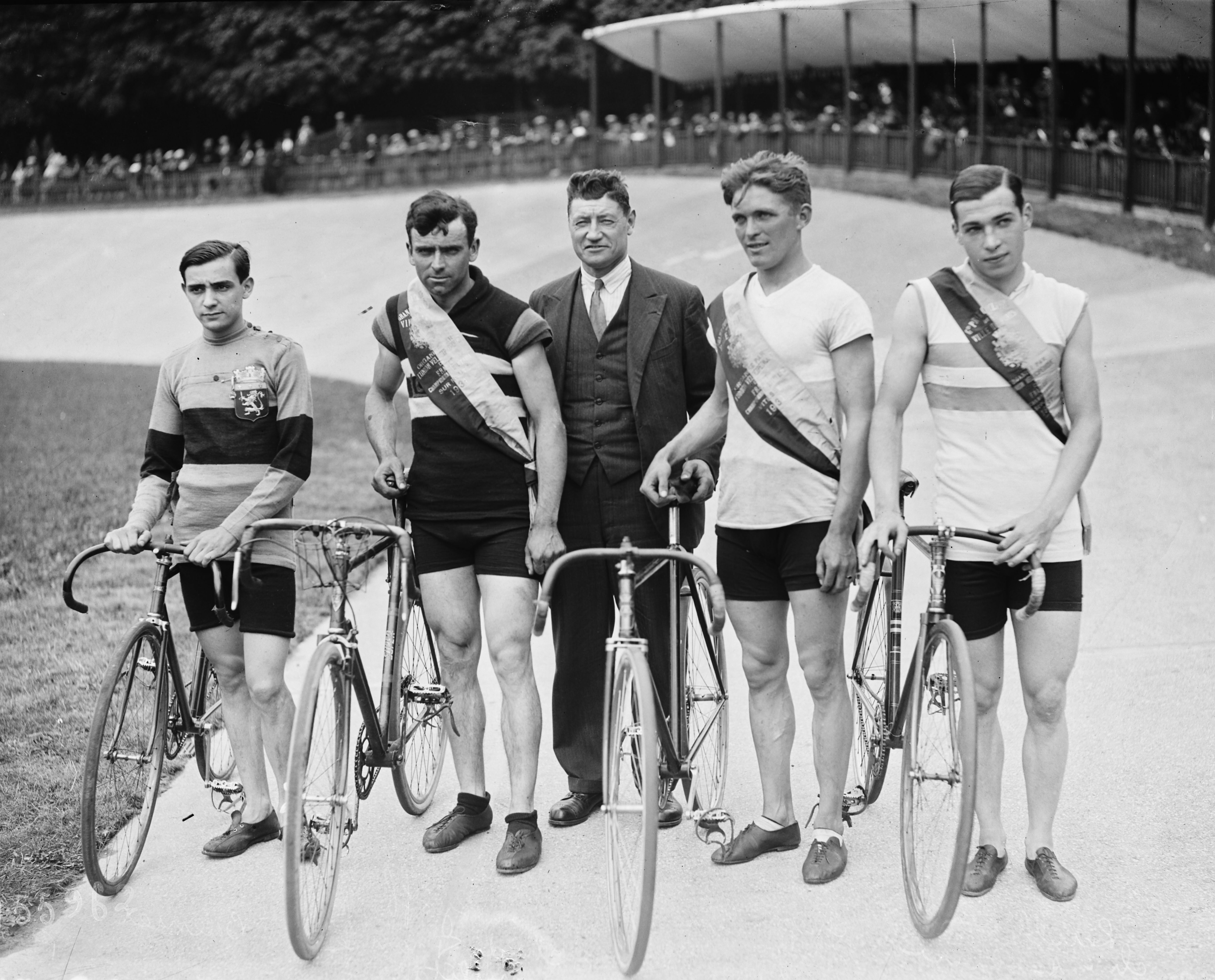
Grands Prix de Paris, de gauche à droite : André Brenier (Premier Pas Dunlop), Le Goff (champion de France militaire route), Pierre Chapalain (champion de France militaire vitesse), Jean Leulliot (champion scolaire piste)

Jean, Pierre, Joseph, Marie  Chapalain, né le 15 mars 1909 à Saint-Vougay et mort le 7 juillet 1969 dans le 13e arrondissement de Paris, est un coureur cycliste français, spécialiste de la vitesse. Il est le troisième sprinter français derrière Lucien Michard et Lucien Faucheux au début des années 1930.

## Biographie
Pierre Chapalain termine 1er des éliminatoires du premier pas Dunlop à Brest,; Il gagne la demi-finale du Premier Pas, à Nantes et finit 2e de la finale à Versailles en 1925,,. Les délégués de l'U.V.F. du Finistère le classent parmi les aspirants ; il est donc obligé de lutter avec les professionnels. Il « écume » la Bretagne sur piste et sur route : champion routier de l'Union Sportive Morlaisienne en 1925 et 1926 ; il gagne de nombreuses courses de « pardon ». Sur piste, il réussit à battre les spécialistes qui viennent courir en Bretagne comme Louet, Marcot, Blanc-Garin, Vandenhove, les frères Le Drogo, Choury, … En ce qui concerne plus particulièrement le sprint, il montre sa roue arrière, sur la piste de Saint-Brieuc, à Cugnot, à Zauns et à Mourand. Il est champion de l'entente amicale des vélodromes de Bretagne.
En 1929, pour sa première course de l'année, il rencontre, à Nantes, Marcel Jean, Matheron, Mourand, Exbrayat et Kergoff. Les deux premiers le devancent au poteau, mais il règle les autres. Devant de tels résultats, Robert Desmarets l'engage dans le Prix d'Ouverture du Parc des Princes et le fait se mesurer aux grands champions. Il est conseillé par Paul Ruinart. Battu en demi-finale par Bergamini et Moeskops , il domine en série le Belge Arlet et Matheron. Il est vainqueur de la finale des troisièmes, au détriment de Roudy et de Rohrbach. À Saint-Brieuc pour sa troisième course. Il vient terminer à une demi-roue de Martinetti en précédant nettement l'Anglais Bailey et Marcel Jean. Le même jour, il court victorieusement une épreuve à l'américaine. Il bat Lucien Michard en 1/4 de finale de la première épreuve du championnat de France de vitesse, il est battu par Lucien Faucheux en 1/2. Il bat Faucheux en 1/4 de finale de la deuxième épreuve du championnat de France, battu en 1/2 par Michard. Fin 1929, il prend pension au camp d’entraînement du VCL aux Loges-en-Josas,,,. Il se fait remarquer, dans la presse, parce qu'il mène « grande vie » et manque de sérieux. En novembre, il bat Peter Moeskops et Mario Bergamini, en demi-finale du Grand Prix de la Toussaint, au Vél' d'Hiv', battu par Ernest Kauffman en finale,.
En janvier 1930, il finit 3ème du championnat (critérium national) d'hiver de vitesse derrière Lucien Faucheux et Lucien Michard. En mars, 3ème du Grand Prix international de vitesse au Vél' d'Hiv'. Il est demi-finaliste de la première épreuve du Championnat de France, battu par Faucheux. Il est battu par Mourand en repêchage des 1/4 de finale de la deuxième épreuve des championnats de France.
En 1931, il fait son service militaire au 2e régiment de dragons, à l'École militaire, à Paris,. Il est battu en 1/4 de finale du championnat de France par Faucheux. Il est champion de France de vitesse militaire et remporte le même jour le Prix de l'Espérance, repêchage du Grand Prix de Paris,.
En 1932, Il est battu en 1/4 de finale du championnat de France par Faucheux.
En 1933, il est battu en demi-finale du championnat de France par Lucien Michard,,. En série, Il couvre les derniers 200 m en 11s. 3/5. Il bat Albert Richter en série du Grand Prix de Paris,. Il est qualifié pour les championnats du monde à Paris, battu en 1/8 de finale par Martinetti. Il est le troisième sprinter français au classement de l'UVF derrière Michard et Gérardin. Il subit de nouveau des remontrances de la part de Le Drogo et Ruinart sur son manque de sérieux et son entrainement.
En 1934, il gagne le Critérium des Espoirs du sprint,,; Il est de nouveau battu en demi-finale du championnat de France par Lucien Michard. Fin 1934, il se retire au pays natal à Plougoulm,.
En 1935, Il court à Milan, Il bat Joseph Kergoff à Lorient. Il court à Copenhague.
En 1936, il court de nouveau le Grand Prix de Paris,,.
Le 19 mars 1946, alors qu'il exerce le métier de soudeur, il épouse Lucienne Lemeltier à la mairie du 16e arrondissement de Paris. Ils vivent alors rue de Longchamp à Paris. Leur divorce est prononcé par le tribunal de la Seine le 28 juin 1960.

## Palmarès

### Championnat de France
- Champion de France de vitesse militaire : 1931

### Championnat régional
- Champion du GMP : 1931[46],[47]

### Grands Prix
- Grand Prix de Morlaix : 1929[48]
- 2e du Grand Prix de la Toussaint : 1929
- Prix de l'Espérance : 1931, 2e en 1929
- Grand Prix de Pâque à Brest : 1931[49]
- Grand Prix d'ouverture à Brest : 1931[50]
- Grand Prix de l'Ascension à Morlaix : 1931[51]
- 2e du Grand Prix de Cholet : 1931
- Grand Prix de la Pentecôte à Angoulême : 1932[52]

### Autres
- Critérium national de vitesse des comingmen : 1929[53],[54]
- Critérium des Espoirs du sprint : 1934[36]
- Américaine avec Le Bihan à Brest[49]